# Клятва (фильм, 2016)
«Клятва» (исл. Eiðurinn) — триллер исландского режиссёра Балтазара Кормакура. Премьера картины состоялась 9 сентября 2016 года в Исландии. В России фильм вышел 17 августа 2017 года.

## Сюжет
У кардиохирурга Финнура есть дочь от первого брака Анна. Она встречается с Оттаром, который, по мнению её отца, плохо на неё влияет. Узнав, что Анна, возможно, принимает наркотики, Финнур пытается доказать, что в этом виноват Оттар. Однажды он становится свидетелем передачи партии наркотиков и сообщает об этом в полицию. Оттар сумел выйти сухим из воды. Он приходит к отцу Анны и требует компенсацию за изъятый товар. Финнур выходит на тропу войны.

## В ролях
| Актёр                    | Роль    |
| ------------------------ | ------- |
| Балтазар Кормакур        | Финнур  |
| Гера Хилмар              | Анна    |
| Гисли Эдн Гардарссон     | Оттар   |
| Ингвар Эггерт Сигурдссон | Халлдор |
| Торстейнн Бахман         | Рагнар  |
| Торстейнн Гуннарссон     | Гулли   |

## Награды и номинации
- 2016 — Номинация на «Золотую раковину» кинофестиваля в Сан-Себастьяне за лучший фильм — Балтазар Кормакур[2]
- 2017 — Премия «Эдда» (Исландия)[3][4]:
  - лучший актёр второго плана — Гисли Эдн Гардарссон
  - лучшая актриса — Гера Хилмар
  - лучшая музыка — Хильдур Гуднадоуттир
  - лучший звук — Хульдар Фрейр Арнарсон
  - лучший грим — Рагна Фоссберг и Хеймир Сверриссон
  - лучшие визуальные эффекты — Дади Эйнарссон и Петур Карлсон
  - номинация на лучший фильм — Балтазар Кормакур и Магнус Видар Сигурдссон
  - номинация на лучший монтаж — Сигвальди Й. Каурасон
  - номинация на лучшие костюмы — Стейнунн Сигурдадоттир
  - номинация на лучший сценарий — Балтазар Кормакур и Оулавюр Эгильссон
  - номинация на лучшего режиссёра — Балтазар Кормакур
  - номинация на лучшего оператора — Оттар Гуднасон
  - номинация на лучшую работу художника — Этли Геир Гретарссон и Палл Хьятасон
- 2017 — Номинация на премию Эдинбургского кинофестиваля за лучший международный художественный фильм — Балтазар Кормакур[5]